# Ilyushin Il-2
Ilyushin Il-2 Shturmovik (Tiếng Nga: Ил-2 Штурмовик) là một máy bay tấn công mặt đất được Liên bang Xô viết phát triển và chế tạo với số lượng lớn trong Chiến tranh thế giới thứ hai. Tính gộp cùng Ilyushin Il-10, tổng cộng 36.183 chiếc đã được chế tạo khiến nó trở thành kiểu máy bay quân sự được chế tạo với số lượng lớn nhất thế giới trong lịch sử hàng không (nếu tính cả máy bay dân dụng thì nó đứng thứ hai, chỉ sau Cessna 172 và Polikarpov Po-2.
Với các phi công lái Shturmovik, chiếc máy bay này được gọi đơn giản là "Ilyusha". Với các binh sĩ Liên Xô, nó được gọi là "Thằng gù", "Xe tăng bay", hay cái tên mang ý nghĩa nhất đề cao nhất "Bộ binh bay", trong khi quân Đức đặt tên cho loại máy bay này là Fleischer (Gã đồ tể). Máy bay Il-2 có một vai trò quan trọng trên Mặt trận phía Đông, và trong quan điểm của Liên Xô đây là máy bay giữ vai trò quyết định lớn nhất trong lịch sử chiến tranh dưới mặt đất hiện đại. Josef Stalin đã dành cho Il-2 một sự quan tâm to lớn và coi Il-2 là một vũ khí không thể thiếu của Hồng quân. Khi một nhà máy máy bay sản xuất loại máy bay này bị chậm trễ tiến độ, Stalin đã gửi một thông điệp cho giám đốc nhà máy, trong đó nhấn mạnh: "Chúng quan trọng với Hồng quân như không khí và bánh mì." 
Il-2 có vỏ giáp giày để chống lại đạn súng máy phòng không hoặc mảnh đạn pháo phòng không, cộng với thùng nhiên liệu tự hàn kín để tăng khả năng sống sót. Có nhiều chiếc Il-2 bị trúng đạn khắp thân, lỗ thủng dày đặc nhưng vẫn có thể bay tiếp, vì vậy có những quảng cáo của Liên Xô ca ngợi rằng Il-2 "không hề bị đạn của địch làm thương tổn, lỗ thủng tự liền lại"

## Thiết kế và phát triển
Ý tưởng về một loại máy bay tấn công mặt đất có giáp bảo hộ của Liên Xô đã xuất hiện ngay từ thập niên 1930 khi Dmitry Pavlovich Grigorovich thiết kế chiếc TSh-1 và TSh-2 hai tầng cánh có giáp bảo vệ. Tuy nhiên, các động cơ Xô viết thời kỳ ấy không đủ công suất cần thiết để giúp chiếc máy bay nặng nề này có thể hoạt động tốt.
Giai đoạn sản xuất bắt đầu năm 1941 với tên gọi Il-2, và 249 chiếc đã được chế tạo ở thời điểm Phát xít Đức xâm lược Liên bang Xô viết ngày 22 tháng 6 năm 1941.
Những thay đổi sau này gồm cải tiến khí động học, sử dụng tấm cánh bên ngoài bằng gỗ thay cho kim loại để tăng hiệu quả sử dụng nhiên liệu. Năm 1943, chiếc Il-2 Kiểu 3 hay Il-2M3 xuất hiện với kiểu cánh được thiết kế lại nghiêng chéo phía sau 15 độ. Tính năng thao diễn và điều khiển tăng lên nhiều và đây đã trở thành phiên bản thường thấy nhất của Il-2. Một biến thể sử dụng động cơ xuyên tâm của Il-2 với động cơ Shvetsov ASh-82 đã được đệ trình năm 1942 nhằm giải quyết tình trạng thiếu động cơ Mikulin. Tuy nhiên, ASh-82 cũng được dùng trên loại máy bay Lavochkin La-5 mới và sử dụng được tất cả các loại động cơ của phòng thiết kế Lavochkin. Máy bay tấn công mặt đất sử dụng động cơ xuyên tâm Sukhoi Su-2 đã được chế tạo với số lượng nhỏ, nhưng nói chung bị coi là không thích hợp và không đủ khả năng thao diễn cũng như không được bảo vệ tốt. Pháo phòng không Liên Xô thường nhầm Su-2 với máy bay Đức, và thường dẫn tới hậu quả nghiêm trọng.

### Vỏ giáp

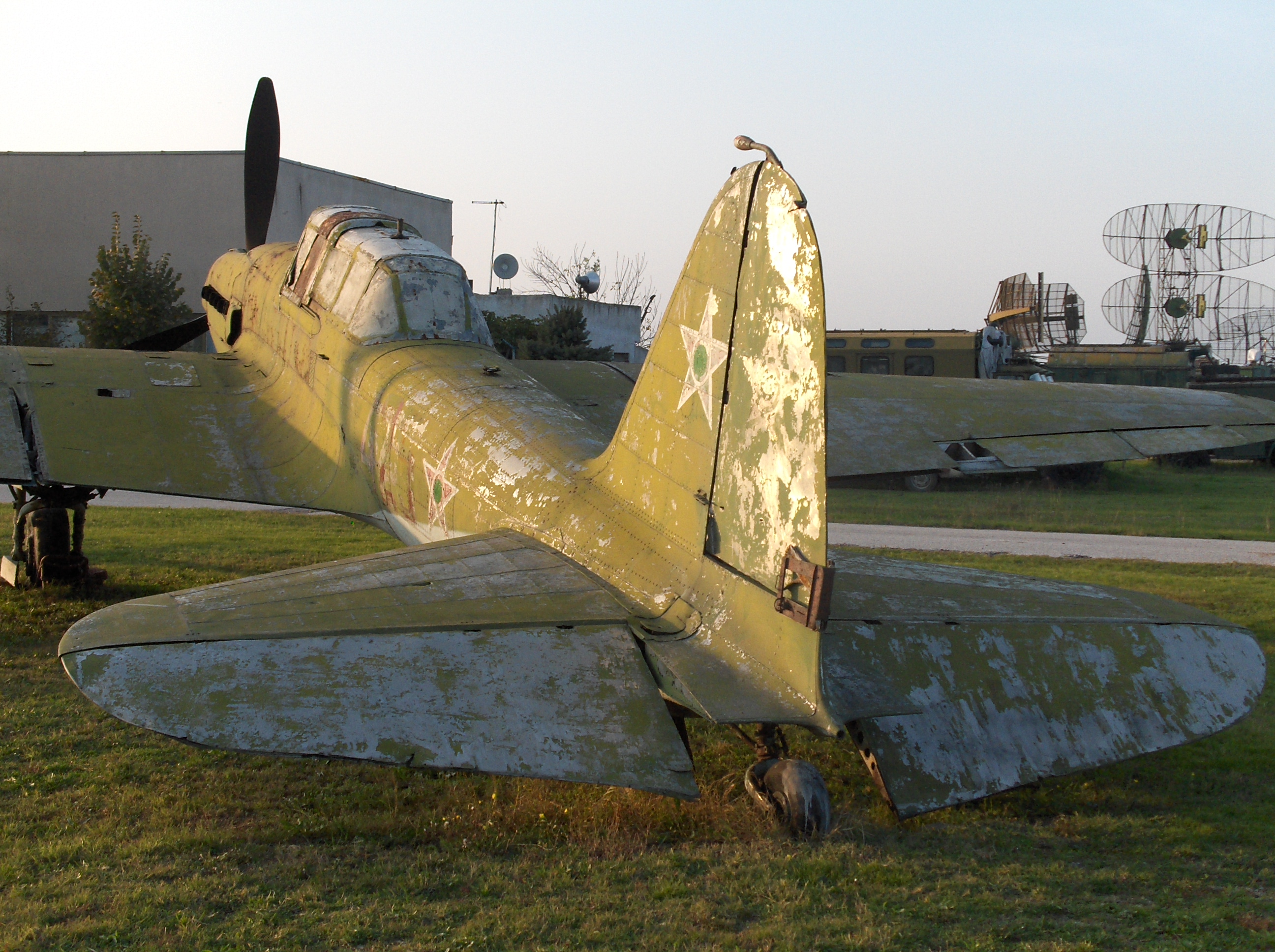
Il-2M tại Bảo tàng Hàng không Quốc gia Krumovo, Bulgaria

Chiếc Il-2 được Sergey Ilyushin và đội của ông thiết kế tại Phòng thiết kế trung ương năm 1938. TsKB-55 là chiếc máy bay hai chỗ ngồi với lớp vỏ giáp nặng 700 kg (1.540 lb), bảo vệ phi công, động cơ, bộ tản nhiệt, và thùng nhiên liệu.
Trọng lượng rỗng của Ilyushin hơn 4.500 kg (gần 10.000 lb), lớp vỏ giáp nặng 700 kg, chiếm khoảng 15% tổng trọng lượng máy bay. Nguyên mẫu, cất cánh lần đầu ngày 30 tháng 12 năm 1939, đã chiến thắng trong cuộc cạnh tranh cấp chính phủ trước chiếc Sukhoi Su-6 và nhận được tên định danh của VVS là BSh-2. Tuy nhiên, BSh-2 cuối cùng bị từ chối để nhường chỗ cho bản thiết kế một chỗ ngồi nhẹ hơn là TsKB-57, chiếc máy bay này cất cánh ngày 12 tháng 10 năm 1940. Động cơ Mikulin AM-35 1.370 mã lực (1.022 kW) nguyên bản tỏ ra quá yếu và đã được thay thế bằng động cơ 1.680 mã lực (1.254 kW) Mikulin AM-38 trước khi chiếc máy bay đi vào giai đoạn sản xuất.
Do được sử dụng để bay thấp và bổ nhào tấn công các mục tiêu trên mặt đất, nên Il-2 sẽ phải hứng chịu rất nhiều hỏa lực phòng không, nhất là súng bộ binh, súng đại liên và pháo cao xạ. Vì vậy, một số phần trên máy bay được bọc thêm lớp vỏ giáp chống đạn nặng 700 kg (bảo vệ buồng lái, động cơ, bộ tản nhiệt, thùng nhiên liệu) để tăng khả năng sống sót. Lớp giáp bọc kín động cơ cùng buồng lái của Il-2 dày 5-12 mm, có khả năng chống lại các loại đạn súng máy. Trong hồi ký của mình, Anh hùng Liên Xô, phi công từng lái Il-2, Valentin Averianov viết rằng: "Bất chấp thực tế rằng vỏ giáp máy bay không được thiết kế để chống lại các loại đạn từ 20mm trở lên, nó vẫn đủ sức làm chệch hướng nhiều viên đạn loại này".
Các kỹ sư Liên Xô còn chế tạo một lớp vỏ bằng chất liệu tổng hợp đặc biệt để bảo vệ phần đuôi của Il-2. Khi đạn va chạm với lớp vỏ tổng hợp, lớp vỏ vỡ ra, khiến quân Đức tưởng rằng đã bắn thủng được máy bay, tuy nhiên lớp vỏ thép bên trong của Il-2 vẫn còn nguyên vẹn khiến nó hoàn toàn có khả năng tiếp tục chiến đấu. Điều này đã khiến quân Đức vô cùng kinh ngạc, thậm chí cho rằng cường kích Il-2 của Liên Xô có khả năng "tự chữa lành vết thương", bởi rõ ràng lính Đức tận mắt chứng kiến vỏ máy bay vỡ ra, nhưng ngay lập tức lỗ thủng đã "liền lại". Lớp vỏ đặc biệt đó đã mang lại cho Il-2 một sức sống dẻo dai: Đã có hàng trăm chiếc Il-2 trở về sân bay với hàng chục vết đạn chi chít. Tuy nhiên nhờ lớp vỏ được thiết kế rời và nhẹ, chỉ trong một ngày, những người thợ máy Liên Xô có thể khẩn trương thay vỏ mới và vá lại mọi lỗ thủng, để hôm sau các chiến đấu cơ Il-2 lại tiếp tục lên đường làm nhiệm vụ.
Theo các chuyên gia quân sự của Aviations Militaires, bên cạnh khả năng tấn công, Il-2 còn có năng lực tự phòng thủ, bảo vệ cực tốt trước các loại đạn pháo phòng không của đối phương, khiến nó trở thành mẫu cường kích tốt nhất thế giới thời đó xét về hiệu quả và giá thành sản xuất.

### Vũ khí
Tuy Il-2 đã chứng tỏ là một loại vũ khí không đối đất uy lực, nhưng nó cũng phải chịu nhiều thiệt hại do các máy bay tiêm kích của địch. Vì thế, vào tháng 2 năm 1942, mẫu thiết kế hai chỗ ngồi được khôi phục. Chiếc IL-2M với một pháo thủ phía sau dưới vòm buồng lái kéo dài bắt đấu đi vào hoạt động tháng 9 năm 1942 và tất cả những chiếc một chỗ ngồi đều được sửa đổi theo phiên bản này. Pháo thủ phía sau có nhiệm vụ sử dụng một khẩu súng máy 12,7mm để phòng thủ nếu bị máy bay địch tấn công từ phía sau.
Ban đầu Il-2 mang pháo 20mm, sau thay thế bằng pháo 23mm, rồi đến đầu nằm 1943 là pháo NS-37 cỡ đạn 37x195mm. Pháo của Il-2 khá nguy hiểm với xe tăng, bởi nó chuyên bổ nhào để bắn vào nóc xe tăng, nơi có vỏ giáp yếu nhất trên tháp pháo xe tăng. Nóc xe tăng thời đó có độ dày trung bình 15-20mm thép, và không quá 30-40mm thép đối với xe tăng hạng nặng. Đạn AP-T cỡ 37mm có thể xuyên thủng lớp thép dày 40mm ở góc nghiêng 45 độ, hoặc lớp thép dày 48mm đặt vuông góc ở cự ly 500 mét, đủ sức tiêu diệt cả xe tăng hạng nặng. Trong một cuộc thử nghiệm với pháo NS-37 nhắm bắn xe tăng, từ khoảng cách 300-400 mét, máy bay chiến đấu LaGG-3 bắn 35 phát và đạt 3 phát trúng đích, Il-2 bắn 55 phát và cũng đạt 3 phát trúng đích. Nhìn chung, trong cuộc chiến tranh, số xe tăng hạng nặng của Đức bị Liên Xô tiêu diệt với tỷ lệ đóng góp như sau: từ pháo binh 88-91%; từ mìn 4-8%; từ bom và pháo của máy bay 4-5%, mặc dù trong các hoạt động riêng biệt thì thành tích do hỏa lực máy bay đạt 10-15%.

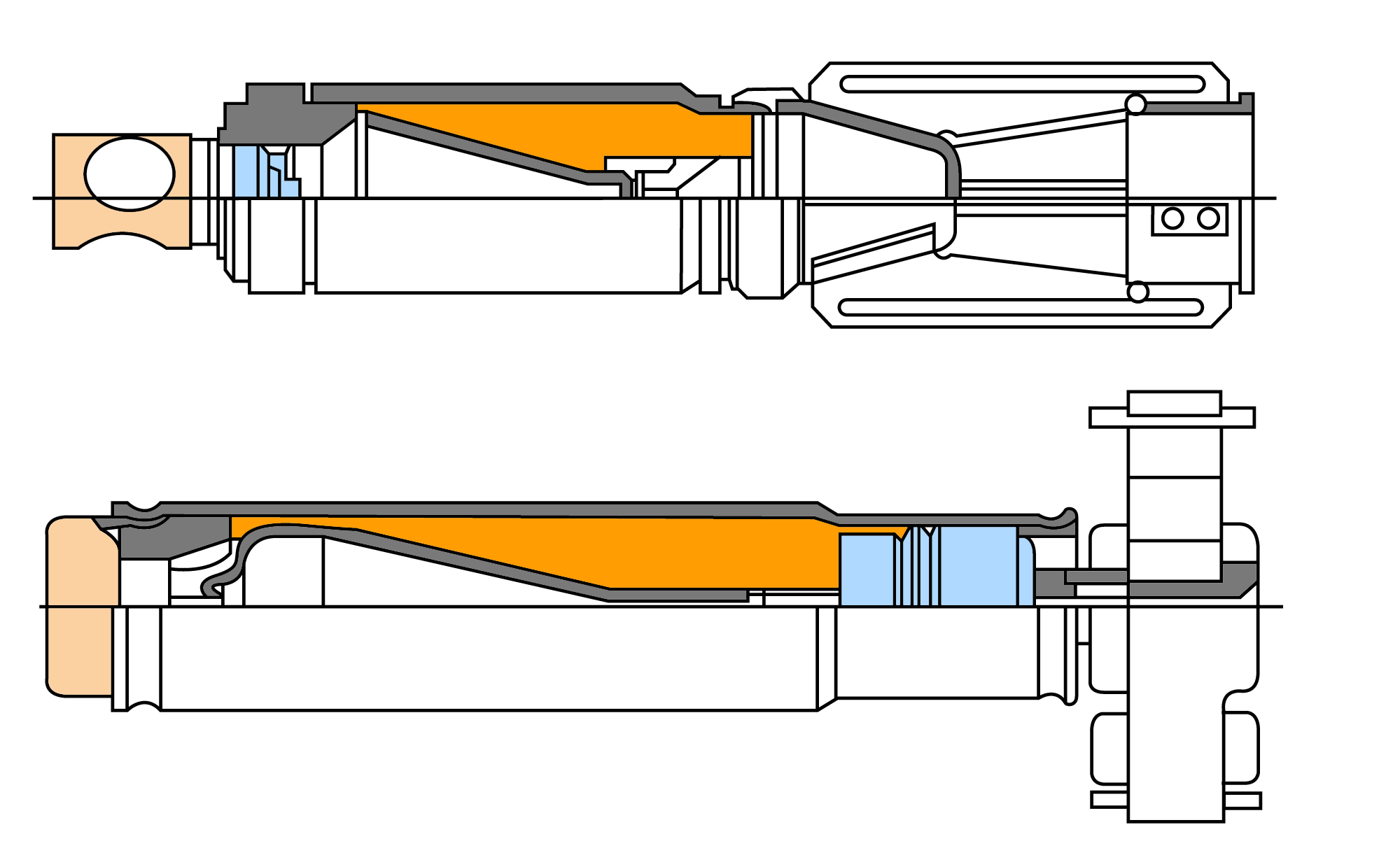
Cấu tạo bom PTAB

Ngoài những vũ khí chính gồm pháo và rocket, từ năm 1943, Il-2 bắt đầu được trang bị bom mini PTAB (ПТАБ, viết tắt của Противотанковая Авиабомба, "bom chống tăng hàng không"). Trước trận Kursk, quân Đức đã chuẩn bị các xe tăng kiểu mới là Tiger I và Panther, có vỏ giáp chống chịu tốt với pháo chống tăng Liên Xô. Lãnh đạo Liên Xô là Stalin chợt nhớ tới có lần ông đã ủng hộ việc nghiên cứu chế tạo thuốc nổ A-IKH-2 và các thử nghiệm bom hàng không PTAB, nên ra lệnh: đến ngày 15 tháng 5, phải sản xuất được 800.000 quả bom như vậy. Gần 150 nhà máy Liên Xô tập trung vào việc thực hiện lệnh này và đã hoàn thành đúng thời hạn.
Bom PTAB có trọng lượng 1,5 kg, trong đó chứa 620 gram thuốc nổ, sử dụng liều nổ lõm có khả năng xuyên 70mm thép. Nó đặc biệt nguy hiểm do được ném vào từ trên cao xuống nóc xe tăng, nơi có vỏ giáp rất mỏng, không một loại xe tăng nào thời đó có giáp nóc xe chống được PTAB. Khi không dùng để chống tăng, PTAB cũng có thể sử dụng để diệt bộ binh, xe vận tải và lô cốt. Theo thiết kế, Il-2 có khả năng mang theo tới 220 quả bom PTAB (trong 4 khoang chứa bom) hoặc trong 4 thùng chứa bom gắn ngoài (mỗi thùng 48 quả), nhưng trong thực tế có những tổ lái Il-2 đã tìm ra cách để mang tới 300 quả PTAB mỗi lần xuất kích. Khi sử dụng bom PTAB, một chiếc Il-2 có thể tấn công kiểu "ném bom rải thảm": khi bay ngang với tốc độ 360 km/h ở độ cao 200 mét, chỉ trong vài giây Il-2 có thể rải 200-300 quả bom tạo thành một vệt bom dài hơn 300 mét, trong vệt bom đó trung bình cứ 15m² sẽ có một quả bom rơi xuống. Với mật độ bom rơi dày đặc như vậy thì những mục tiêu nằm trong phạm vi rải bom rất khó có thể sống sót.
Cách ném bom rải thảm này rất hiệu quả khi dùng để tấn công các đoàn xe và bộ binh của Đức. Nếu dùng bom thông thường thì trong mỗi lần xuất kích, IL-2 chỉ có thể tấn công một vài mục tiêu (chưa kể kỹ thuật ném bom thời đó có độ chính xác khá thấp). Còn khi dùng bom PTAB thì IL-2 có thể ném bom rải thảm, dùng mật độ bom rơi dày đặc để diệt toàn bộ lực lượng đối phương trong vệt bom mà nó tạo ra. Do có hiệu quả cao, bom PTAB được sử dụng với số lượng rất lớn, đến cuối năm 1943 đã có 1.171.340 bom PTAB đã được sử dụng. Năm 1944 đã có 5.024.822 quả được sử dụng, bốn tháng đầu năm 1944 đã có 3.242.701 bom PTAB được sử dụng. Nhà phát minh bom PTAB là I. A Larionov đã được trao Huân chương Lenin do thành tích nghiên cứu ra loại bom này.
Trong những trận đánh lớn, ví dụ như trận Kursk, có những phi công Il-2 đã cố "nhồi nhét" đến 300 quả PTAB cho mỗi lần xuất kích nhằm tấn công vào lực lượng xe tăng hùng hậu của Đức Quốc xã.

## Lịch sử hoạt động

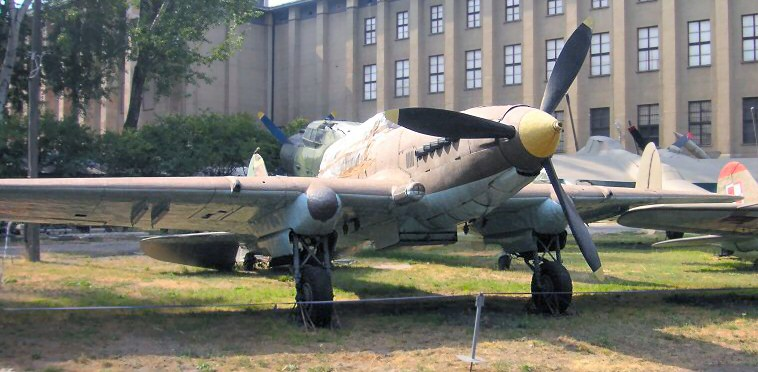
Il-2 tại Bảo tàng quân sự Warsaw

Chiếc Il-2 đã đóng vai trò quyết định tại Mặt trận phía Đông, và theo quan điểm Xô viết đây là chiếc máy bay có vai trò quyết định nhất trong lịch sử chiến tranh trên bộ hiện đại. Có thể bay cả ngày lẫn đêm, chúng có khả năng phá hủy lớp vỏ giáp dày của các loại tăng Panther và Tiger I, và thỉnh thoảng bắn hạ cả những chiếc tiêm kích Bf 109 khi các phi công Đức bất cẩn lúc tấn công chúng. Josef Stalin đã dành cho Il-2 lời chúc tụng nồng nhiệt nhất theo cách của ông: khi một nhà máy sản xuất chậm tiến độ giao hàng so với các nhà máy khác, Stalin đã gửi bức điện sau tới vị giám đốc: "Chúng quan trọng với Hồng quân cũng như không khí và bánh mì." 
Chiếc Il-2 lần đầu tiên tham chiến trong 4th ShAP (Trung đoàn Tấn công Mặt đất) trên Sông Berezina vài ngày sau khi cuộc xâm lược của Phát xít Đức bắt đầu. Vì chiếc máy bay quá mới, các phi công còn chưa được huấn luyện gì về các đặc tính bay cũng như các chiến thuật chiến đấu, và bộ phận hậu cần dưới mặt đất cũng chưa được đào tạo về bảo dưỡng và tái nạp vũ khí. Đáng ngạc nhiên, tới ngày 10 tháng 7 số lượng Il-2 của 4th ShAP chỉ còn 10 chiếc từ tổng số 65 chiếc trước đó.
Những chiến thuật đã thay đổi khi các phi công Liên Xô biết cách tận dụng những sức mạnh của Il-2. Thay vì tiếp cận thẳng ở tầm thấp khoảng 50 mét, mục tiêu thường được đặt phía tay trái phi công và một vòng quay bổ nhào hẹp 30 độ sẽ là thích hợp, sử dụng đội hình tấn công từ bốn tới mười hai máy bay một lúc. Dù loại rocket RS-82 của Il-2 có thể phá hủy vỏ giáp của các loại xe bọc thép chỉ bằng một phát bắn, nhưng tỷ lệ trúng đích thấp tới mức các phi công Il-2 chủ yếu phải sử dụng pháo trong chiến đấu.
Rất khó xác định khả năng thực của Il-2 nhờ những bằng chứng tài liệu. W. Liss trong Aircraft profile 88: Ilyushin Il-2 đề cập tới một trận chiến trong Trận Kursk ngày 7 tháng 7 năm 1943, trong đó 70 chiếc xe tăng Đức thuộc Sư đoàn Panzer số 9 đã bị những chiếc Ilyushin Il-2 tiêu diệt chỉ trong 20 phút. Trong một bản báo cáo khác về tác chiến ngày hôm đó, một quân nhân Liên Xô đã ghi chú rằng

Các lực lượng mặt đất đánh giá rất cao khả năng của không quân trên chiến trường. Một số cuộc tấn công của kẻ địch đã bị cản trở nhờ những chiến dịch không quân của chúng ta. Vì thế vào ngày 7 tháng 7 những cuộc tấn công bằng xe tăng vào vùng Kashara (Quân đoàn số 13) đã bị bẻ gãy. Tại đây những chiếc máy bay tấn công của chúng ta đã tiến hành ba đợt tấn công mạnh mẽ theo các nhóm mỗi nhóm 20-30 chiếc, phá hủy và làm tê liệt 34 xe tăng. Kẻ địch buộc phải tạm ngừng các cuộc tấn công tiếp theo, rút lui bảo toàn lực lượng về phía bắc Kashara.

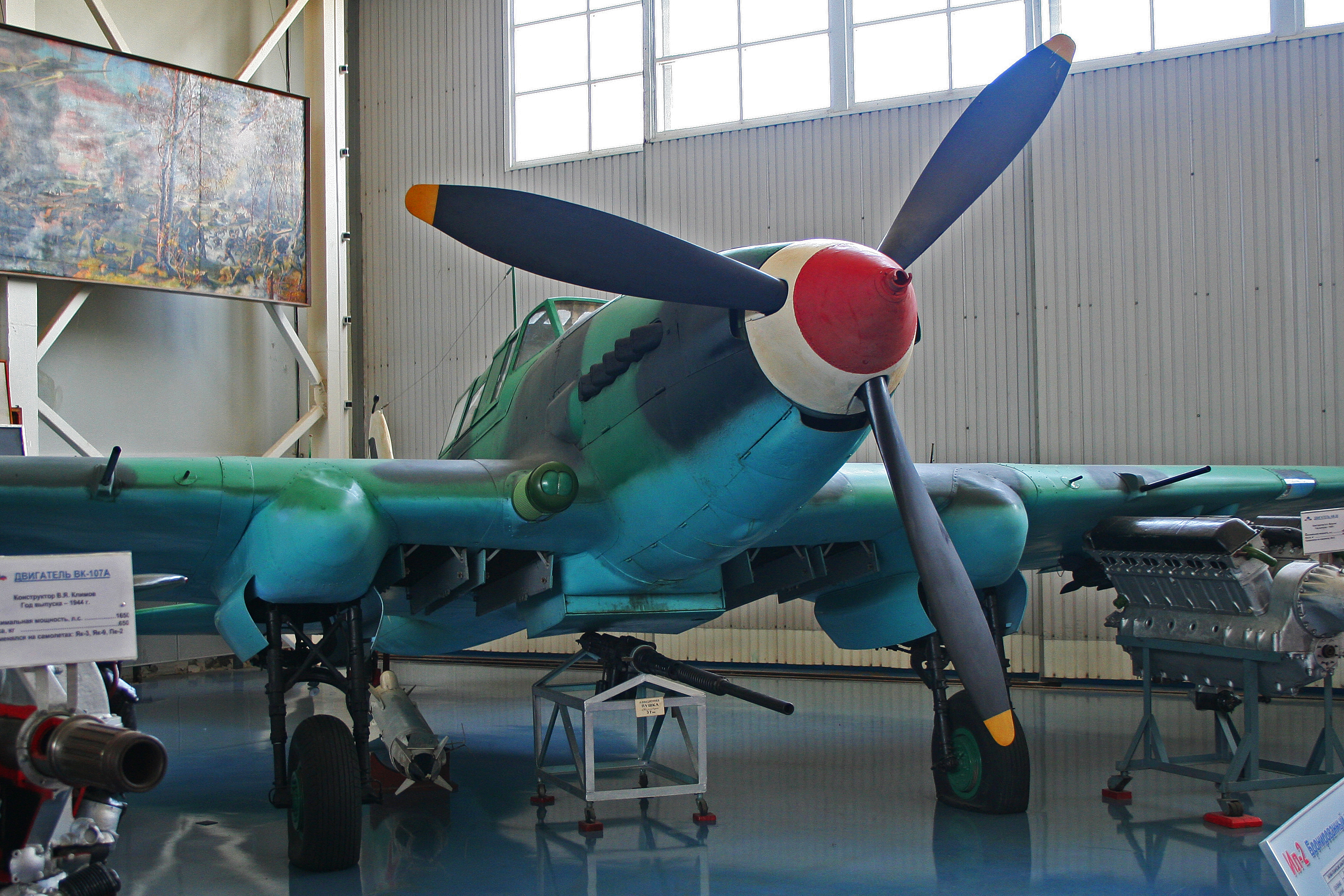
Il-2M3 và pháo 37mm của nó tại Bảo tàng

Khi làm nhiệm vụ săn xe tăng, các máy bay IL-2 thường nhằm vào nóc các xe tăng Đức, một vị trí rất hiểm yếu có vỏ thép mỏng để tung ra hỏa lực chết người của pháo 37 mm lắp đạn sabot và rocket tầm ngắn.
Ngay trong ngày đầu tiên của Trận Kursk, ngày 5 tháng 7 năm 1943, Sư đoàn Không quân số 29 của Hồng quân đã sử dụng loại vũ khí mới là bom PTAB. Tại khu vực Maloarchangelsk, Yasnaya Polyana đã thử nghiệm bom PTAB trước tiên. Xe tăng và bộ binh Đức đã tiến hành tới 10 cuộc tấn công trong ngày hôm đó. Các tổ lái xe tăng Đức, cũng như các đối thủ Liên Xô của họ, vốn đã quen với độ chính xác khá thấp của các vụ ném bom thời đó nên đã không bố trí xe tăng tác chiến theo đội hình phân tán, và quân Đức đã bị thiệt hại nặng nề vì điều đó. Vệt rải bom PTAB dài gần 300 mét, đủ để quét trúng 2-3 xe tăng chạy cách xa nhau 60-75 mét, quân Đức đã phải chịu tổn thất đáng kể. Sư đoàn Không quân số 29 của Đại tá A. N Vitruk khi sử dụng bom PTAB đã phá hủy hoặc đánh hỏng tới 30 chiếc xe tăng của Đức chỉ trong ngày 5 tháng 7 năm 1943. Ngày hôm sau, Lữ đoàn Không quân số 3 và số 9 thuộc Quân đoàn Không quân 17 báo cáo đã dùng bom PTAB phá hủy hoặc đánh hỏng tới 90 xe tăng - xe bọc thép của Đức trên chiến trường. Ngày 15/7, 4 chiếc Il-2 của phi đội 614 chỉ huy bởi trung úy phi công Chubuk đã ném 1.190 trái bom PTAB vào 1 đoàn xe tăng gồm 25 chiếc của Đức (trong đó có 10 chiếc Tiger I), phi đội báo cáo đã phá hủy 7 xe tăng Đức, bao gồm 4 chiếc Tiger I
Theo các nguồn tin của Đức, Sư đoàn SS Panzer số 3 Totenkopf đã trải qua nhiều cuộc không kích tập trung của IL-2 của Quân đoàn Không quân số 2 trong khu vực Bolshiye Mayachki và đã bị mất tổng cộng 270 xe tăng - xe bọc thép và pháo tự hành. Sau cú sốc đầu tiên, các tổ lái xe tăng Đức trong vài ngày sau đó đã chuyển sang đội hình hành quân và tác chiến phân tán hơn (mỗi xe tăng sẽ chạy cách nhau hàng trăm mét thay vì vài chục mét như trước) để giảm khả năng bị Il-2 rải bom. Do xe tăng Đức chạy phân tán hơn, hiệu quả không kích của IL-2 sử dụng PTAB bị giảm khoảng 4,5 - 5 lần, tuy nhiên, hiệu quả của nó vẫn cao gấp 2-3 lần so với sử dụng bom thông thường. Mặt khác, chiến thuật chạy xe phân tán của Đức cũng làm giảm hiệu quả tác chiến của xe tăng Đức, làm tăng thời gian triển khai và khiến việc liên lạc giữa các đội hình xe tăng trở nên khó khăn hơn.
Nhờ lớp vỏ giáp bảo vệ, một chiếc Il-2 có thể chịu được nhiều phát đạn và đã chứng tỏ là một mục tiêu khó chịu đối với cả hỏa lực mặt đất và trên không. Một số phi công thích ngắm xuống từ buồng lái và gốc cánh trong những cuộc tấn công với đội hình Il-2 ở độ cao tốc độ thấp . Nhiều phi công hàng đầu của Không quân Đức (Luftwaffe) tuyên bố rằng sẽ dễ dàng tiêu diệt Il-2 hơn khi vọt lên từ phía sau, ngoài tầm quan sát của pháo thủ đuôi, và ngắm bắn vào bộ phận bình dầu làm nguội thò ra ngoài của nó. Tính chính xác của tuyên bố này chưa được các phi công Il-2 xác nhận trong những cuộc phỏng vấn thời hậu chiến  bởi Il-2 thường bay thấp rất gần mặt đất (chiều cao bay dưới 50 m (160 ft) là thông thường) và bộ phận tản nhiệt chỉ nhô ra 4 in (10 cm) khỏi bề mặt máy bay. Một nguy cơ chính của Il-2 là hỏa lực phòng không mặt đất của Đức. Trong những cuộc phỏng vấn thời hậu chiến, các phi công Il-2 đã nói rằng pháo phòng không 20mm và 30mm chính là mối lo lớn nhất của họ. Tuy loại pháo 88mm FlaK 41 có sức công phá lớn, nhưng tốc độ bắn và chỉnh góc chậm, nó chỉ thích hợp để bắn hạ các máy bay ném bom hạng nặng bay ở độ cao lớn chứ không thích hợp để đối phó với mục tiêu bay ở độ cao thấp như Il-2. Chỉ thỉnh thoảng một vài chiếc Il-2 bị pháo 88mm bắn hạ, các phi công Liên Xô rõ ràng không đề cao loại pháo "88" như những phi công lái máy bay ném bom Đồng minh. 

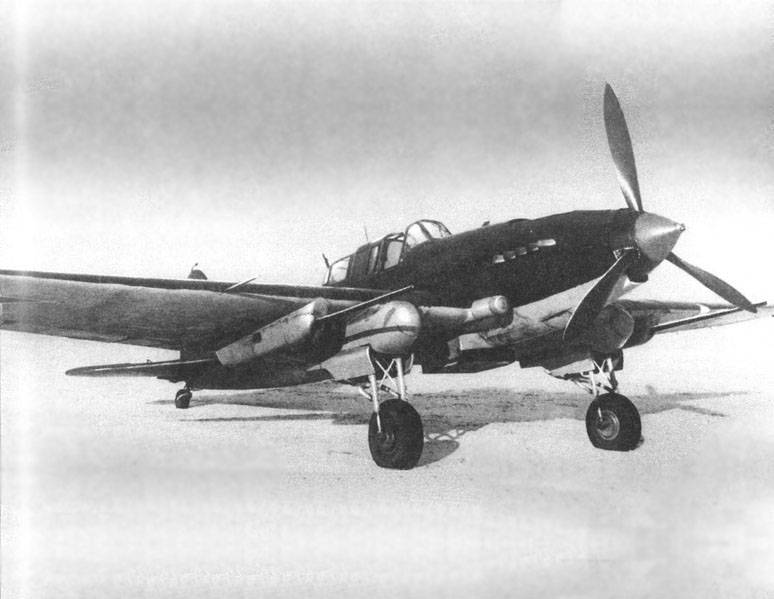
Pháo NS-37 của Il-2, Moscow, tháng 3 năm 1943

Lớp giáp của Il-2 dày từ 5 đến 12 mm (0.2 to 0.5 in) và bọc kín động cơ cùng buồng lái có khả năng chống lại các loại đạn nhỏ và những vết bắn sượt của đạn súng cỡ lớn hơn. Đã có những báo cáo về việc lớp giáp vẫn đứng vững sau khi bị bắn trực tiếp bởi đạn 20mm. Không may thay, pháo thủ phía sau không được bảo vệ bởi lớp giáp và phải chịu tỷ lệ thương vong cao gấp bốn lần phi công. Số thương vong càng tăng thêm bởi chính sách của Liên Xô không quay trở về với vũ khí thừa khiến máy bay phải bay nhiều vòng trên mục tiêu để xả hết đạn. Quân đội Xô viết thường buộc máy bay phải lượn thêm nhiều vòng trên mục tiêu sau khi đã bắn hết đạn để quan sát chất lượng cuộc bắn phá của những chiếc Il-2 trên trận địa Đức, quân Đức đặt tên cho loại máy bay này là Fleischer (Đồ tể). Cái tên nổi tiếng "Xe tăng bay" và "Der Schwarze Tod" ("Tử thần đen") không phải do các binh sĩ đặt. Tên tăng bay do nhà thiết kế đặt trong giai đoạn thiết kế đầu tiên. Tên thứ hai do cơ quan tuyên truyền Xô viết. Các phi công Đức gọi chúng là Eiserner Gustav (Gustav Sắt) hay Zementbomber (Máy bay ném bom bê tông) – cả hai đều do khả năng thao diễn kém của loại máy bay này. Tên hiệu Phần Lan Maatalouskone ("Máy nông nghiệp" hay "máy thu hoạch") xuất phát từ kiểu tấn công tầm thấp của nó
Sau chiến tranh, Il-2 hoạt động tại nhiều quốc gia Đông Âu, và cuối cùng hầu hết những chiếc Il-2/10 đều bị loại bỏ với sự xuất hiện của những chiếc máy bay phản lực quân sự. Chỉ vài chiếc còn tồn tại tới ngày nay, gồm những chiếc phục chế từ những chiếc đã lao xuống đất để trưng bày trong bảo tàng. Những năm gần đây, nhiều xác Il-2 đã được phát hiện và vớt lên từ Hồ Balaton, một hồ lớn và nông tại Hungary, gần địa điểm của một trận đấu tăng lớn trong Thế chiến II.

## Phi đội

### Những phi công Il-2 nổi tiếng
Trong số những phi công thành danh khi lái chiếc Il-2 có Đại úy Anna Yegorova, một nữ phi công đã thực hiện 260 phi vụ. Bà đã ba lần được trao tặng huân chương, lần cuối là "truy tặng", do phía Liên Xô đã cho rằng bà đã hy sinh sau khi bị bắn hạ. Trên thực tế, bà đã cố tìm cách sống sót trong tình trạng bị giam giữ tại một trại tập trung Đức. Thiếu úy Ivan Grigorevich Drachenko, một phi công Il-2 khác, được cho là một trong bốn người hai lần được trao huân chương Anh hùng Liên bang Xô viết và ba lần được trao Huân chương Vinh quang. Các phi công Begeldinov, Mylnikov, Alekseenko, và Gareev nhận được hai huân chương sao vàng Anh hùng Liên bang Xô viết, Gareev nhận được cả hai ngôi sao trong cùng một ngày.
Anh hùng Liên Xô T. Kuznetsov sống sót sau khi chiếc Il-2 của ông bị bắn hạ lao xuống đất năm 1942 trong một phi vụ trinh sát. Kuznetsov thoát ra được khỏi xác máy bay và ẩn nấp gần đó. Trước sự ngạc nhiên của ông, một chiếc tiêm kích Messerschmitt Bf 109 của Đức hạ cánh gần nơi đó và viên phi công người Đức bắt đầu nhặt những mảnh xác của chiếc Il-2 làm vật kỷ niệm. Quyết định nhanh chóng, Kuznetsov chạy nhanh tới chỗ chiếc tiêm kích Đức và lái nó về nhà, may mắn không bị các máy bay chiến đấu Liên Xô bắn hạ.
Là chiếc máy bay đặc trưng của Liên Xô trong Thế chiến II, nhiều chiếc Il-2 đã trở thành "quà tặng" cho các phi công đặc biệt và được chi trả một phần nhờ các tổ chức như thị trấn quê hương, các nhà máy hay các đồng đội của các phi công đã ngã xuống. Trường hợp nổi tiếng nhất là một chiếc Il-2 được mua bằng tiền tiết kiệm của một cô bé bảy tuổi tên là Lenochka, con gái của một phi công trung đoàn 237th ShAP. Biết về cái chết của cha mình, cô bé đã gửi 100 ruble cho lãnh đạo Liên Xô là Stalin, kèm một bức thư nhờ ông hãy dùng số tiền này để mua một chiếc Il-2 để trả thù cho cha mình. Đáng ngạc nhiên, Stalin thực sự đã hồi âm bức thư đó, và trung đoàn 237th ShAP đã nhận được một chiếc Il-2M3 mới với dòng chữ "Từ Lenochka tặng cha" bên hông.

### Nhận xét của các phi công

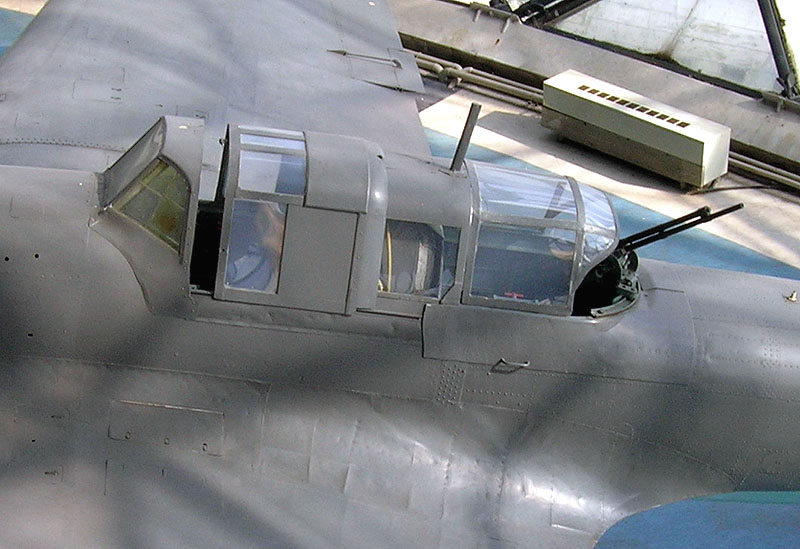
Buồng lái Il-2M. Bảo tàng Hàng không Belgrade, Serbia

- Valentin Grigoryevich Averyanov (phi công, Anh hùng Liên Xô):

| “                     | Chiếc máy bay này tốt và cần thiết cho cuộc chiến. Mặc dù không phải tất cả các phi công đều thích nó, nhưng quả thật, nó là một thứ vũ khí tin cậy, một chiếc "xe tăng bay" tuyệt vời... Đúng là ở độ cao thấp, nó không thể bổ nhào nhưng lại ném bom rất hiệu quả. Chúng tôi sử dụng từ 400 đến 600 kg bom treo dưới cánh. Tuy không thể nhìn trực diện mục tiêu ném bom trên mặt đất nhưng tôi nghĩ rằng không cần thiết phải làm vậy. Vậy cần làm gì? Có một bí quyết! Do bay thấp nên cần tính toán, căn mục tiêu chính xác. Vũ khí chính xác nhất của máy bay là một khẩu pháo 23 mm. Sau này, chúng tôi đã thay bằng một khẩo pháo NA-37mm. Mỗi khi bạn khai hỏa, máy bay như dừng lại - một hiệu ứng phản lực rất mạnh mẽ của vũ khí. | ” |
| — Valentin Averyanov, | |   |

- Nikolai Ivanovich Purgin (phi công, Anh hùng Liên Xô):

| “                           | Il-2 có khả năng chịu thương tích vì nó được bọc thép. Nó có thể thực hiện cuộc ném bom từ độ cao 1.000 m với góc bổ nhào từ 45 đến 60 độ. Thường thì mỗi cuộc công kích của nó diễn ra trong thời gian chưa đầy 10 phút. | ” |
| — Nikolai Ivanovich Purgin, | |   |

- Nikolai Ivanovich Shtangeev (phi công):

| “                              | Máy bay này tất nhiên không có tính cơ động cao như máy bay tiêm kích nhưng động cơ của nó hoạt động rất bền bỉ. Máy bay vẫn duy trì được tính năng bay ổn định, ngay cả với những vết thương nghiêm trọng. Tầm nhìn là tuyệt vời và buồng lái thì rất rộng rãi. | ” |
| — Shtangeev Nikolai Ivanovich, | |   |

- Usov Valentin Vladimirovich (xạ thủ súng máy phòng vệ kiêm cơ khí trên không):

| “                              | Tôi nghĩ rằng tại thời điểm đó thì đây là máy bay duy nhất có sự kết hợp thành công giữa hỏa lực, khả năng cơ động tốt và vỏ giáp bảo vệ... Tất nhiên, một vỏ giáp dày 20 mm là khá nặng, nhưng đã chống lại được rất nhiều đợt công kích... Ngoài ra, vỏ giáp còn đầy đủ hơn để có thể thu bánh xe vào bên trong một cái "dạ dày" chắc chắn. Điều này tất nhiên làm cho dầu thủy lực bị nóng lên nhưng thiệt hại đó có thể sửa chữa được. Hạn chế duy nhất mà tôi thấy ở loại máy bay này là khó bảo trì. | ” |
| — Shtangeev Nikolai Ivanovich, | |   |

Trong tài liệu nghiên cứu của Bộ nghiên cứu quân sự nước ngoài, Viện Khoa học quân sự Quân Giải phóng Nhân dân Trung Quốc do Nhà xuất bản Thanh Hoa - Bắc Kinh ấn hành năm 1984, trong đó có đoạn được cho là dẫn từ một cuốn sách của Viktor Vasilyevich Suvorov, cho rằng việc bố trí pháo thủ phía sau với lớp giáp bảo vệ kém hơn (chỉ 6 mm) là một sự hy sinh có chủ đích. Tuy nhiên, bản gốc cuốn sách này: "Bên trong quân đội Xô viết" do cả hai nhà xuất bản Hamilton - London và MacMillan - New York cùng xuất bản không có đoạn đề cập đến việc này. Năm 1987, John Hackett, Sir khi dịch lại cuốn sách này và ấn hành tại Grafton Book - London cũng bác bỏ đoạn nói trên trong dị bản của Trung Quốc. Nhiều phi công và pháo thủ Il-2 không nhớ đã thấy hoặc nghe về bất kỳ điều gì về một phi đội phi công tù nhân nào ở Liên Xô. Các cơ quan tuyên truyền của Đức cũng không đề cập tới việc này. Trong những năm gần đây, các tài liệu giải mật từ các văn khối Xô viết đã được đưa ra ánh sáng cho thấy Không quân Xô viết thực sự có sử dụng "các đội phạm binh" nhưng họ chỉ được sử dụng làm lính quét dọn đường băng và phục vụ nhũng việc không quan trọng trên mặt đất. Việc họ mon men lại gần các máy bay bị cấm chỉ, có thể bị coi là hành động phản nghịch và bị bắn chết tại chỗ. Đa số những chiếc Il-2 chế tạo sau năm 1944 và loại Il-10 tiếp sau đều có giáp bảo vệ cho pháo thủ. Vladimir Konstantinovich Kokkinaki, phi công thử nghiệm nhiều phiên bản của loại máy bay này cho biết: Thiếu sót ban đầu là kết quả của việc vị trí pháo thủ phía sau chỉ được nghĩ tới và khắc phục sau khi chiếc máy bay này đã trải qua một thời gian chiến đấu và điều đó chắc chắn không phải một hành động có chủ ý.

## Chế tạo
Il-2 đã được chế tạo với số lượng rất lớn, trở thành loại máy bay được chế tạo nhiều nhất trong lịch sử máy bay quân sự. Tổng cộng đã có 36.183 chiếc Il-2 Sturmovik từng được sản xuất trong thời gian từ năm 1941 cho tới năm 1945. Tỉ lệ tổn thất của Il-2 là trung bình mất 1 máy bay sau 9 phi vụ. Hồng quân đã mất 26.600 máy bay Il-2 trong giai đoạn 1941-1945, khoảng một nửa là bị quân Đức bắn hạ trong quá trình chiến đấu, một nửa là do tai nạn hoặc bị phá hủy khi đậu trên sân bay.
Giai đoạn đầu Cuộc chiến tranh Xô-Đức tốc độ sản xuất còn chậm, vì các nhà máy chế tạo máy bay gần Moskva và các thành phố chính khác ở phía tây nước Nga phải di tản về phía đông dãy Ural sau cuộc xâm lược của Phát xít Đức. Ilyushin và các kỹ sư của mình đã có thời gian để xem xét phương pháp sản xuất, và hai tháng sau khi di chuyển, những chiếc Il-2 đã lại được sản xuất. Tuy vậy, tốc độ này vẫn chưa đáp ứng đòi hỏi của Stalin, và ông đã gửi bức điện sau cho một giám đốc nhà máy sản xuất Il-2:

Ông đã bỏ rơi đất nước chúng ta và Hồng quân của chúng ta. Đến tận thời điểm này ông vẫn chưa sản xuất những chiếc Il-2. Máy bay Il-2 đang cần thiết cho Hồng quân, như không khí, như bánh mì. Shenkman sản xuất một chiếc Il-2 mỗi ngày và Tretiakov sản xuất một hay hai chiếc MiG-3 hàng ngày. Đó là một sự chế giễu đối với đất nước và Hồng quân của chúng ta. Tôi yêu cầu ông không được để chính phủ phải kiên nhẫn hơn nữa, và yêu cầu ông sản xuất thêm những chiếc Il. Tôi cảnh báo ông lần cuối cùng. Stalin.

Theo một lời kể, "việc sản xuất của Sturmovik nhanh chóng đạt tốc độ cần thiết. Quan niệm của Stalin rằng Il-2 'như bánh mì' với Hồng quân đã có ảnh hưởng tại các nhà máy sản xuất của Ilyushin, quân đội nhanh chóng có được số lượng lớn Sturmovik cho nhu cầu của mình."

## Biến thể

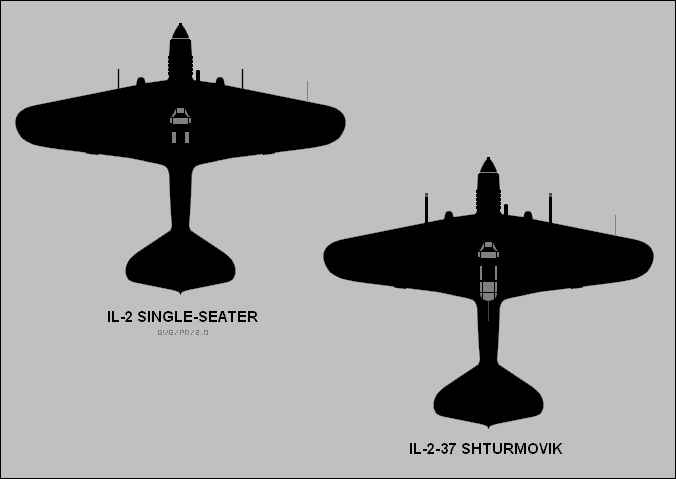
IL-2 kiểu một chỗ ngồi (trái) và IL-2M kiểu 2 chỗ ngồi (phải)

TsKB-55
Nguyên mẫu hai chỗ ngồi
BSh-2
Tên định danh Không quân Liên Xô cho nguyên mẫu TsKB-55.
TsKB-57
Nguyên mẫu một chỗ ngồi.
Il-2I
Máy bay chiến đấu có giáp bảo vệ, chỉ là nguyên mẫu.
Il-2
Kiểu sản xuất một chỗ ngồi dùng động cơ AM-38.
Il-2M
Kiểu sản xuất hai chỗ ngồi, pháo ShVAK 20 mm được thay bằng pháo VYa 23mm, dùng động cơ AM-38F cải tiến.
Il-2M3 (Il-2 Type 3)
Cánh nghiêng phía ngoài, phiên bản AM-38F cải tiến hơn nữa.
Il-2 Type 3M
Dùng pháo 37 mm Nudelman-Suranov NS-37 thay loại VYa 23mm.
Il-2T
Phiên bản phóng ngư lôi cho Hải quân Xô viết được trang bị một ngư lôi 533 mm (21 in), chiếc tàu lớn nhất bị đánh đắm khoảng 6.000 tấn giãn nước.
Il-2U
Phiên bản huấn luyện, cũng được gọi là UIl-2.

## Các quốc gia sử dụng

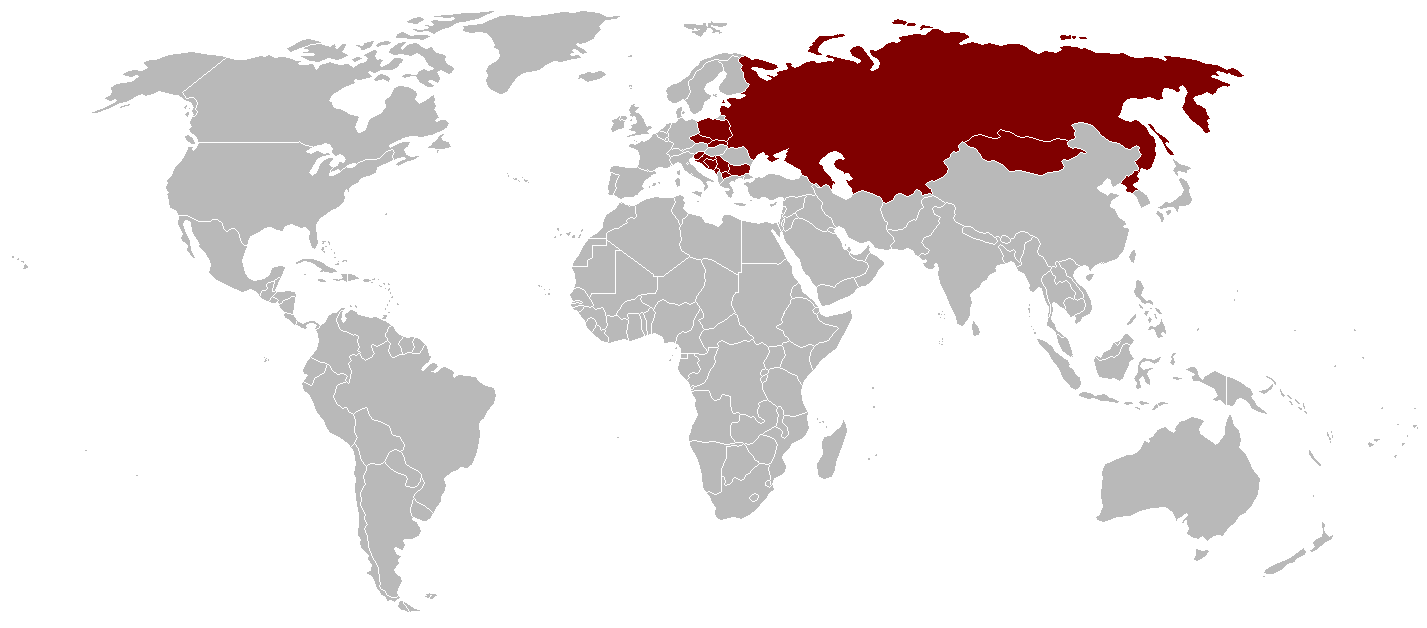
Các quốc gia sử dụng Il-2

### Bulgaria
Không quân Bulgaria đã nhận 120 chiếc Il-2 và 10 chiếc Il-2U huấn luyện năm 1945. Những chiếc máy bay này được sử dụng trong giai đoạn 1945 - 1954.

### Tiệp Khắc
Không quân Tiệp Khắc nhận 33 chiếc Il-2 và 2 chiếc Il-2U huấn luyện. Chúng được sử dụng trong khoảng 1944 - 1949.

### Ba Lan
Không quân Quân đội Ba Lan (sau năm 1947 là Không quân Ba Lan) nhận khoảng 230 chiếc Il-2 trong giai đoạn 1944 - 1946. Tất cả được cho về hưu năm 1949.

### Liên Xô
Không quân Xô viết
Hàng không Hải quân Xô viết

### Nam Tư
Không quân Cộng hòa Liên bang Xã hội chủ nghĩa Nam Tư nhận 213 chiếc mọi phiên bản và sử dụng tới tận năm 1954.:
- Sư đoàn không quân đột kích 29
  - Trung đoàn không quân đột kích 421 - Skoplje
  - Trung đoàn không quân đột kích 554 - Niš
- Sư đoàn không quân đột kích 37
  - Trung đoàn không quân đột kích 422 t - Zagreb-Pleso
  - Trung đoàn không quân đột kích 423 - Ljubljana

## Tiêu chuẩn kỹ thuật (Il-2M3)

Il-2M3

### Đặc điểm chung
- Phi đội: 2 người, phi công và pháo thủ phía sau
- Chiều dài: 11.6 m (38 ft 1 in)
- Sải cánh: 14.6 m (47 ft 11 in)
- Chiều cao: 4.2 m (13 ft 9 in)
- Diện tích cánh: 38.5 m² (414 ft²)
- Trọng lượng tịnh: 4.360 kg (9.610 lb)
- Tải trọng 6.160 kg (13.580 lb)
- Động cơ: Mikulin AM-38F V-12 làm lạnh bằng chất lỏng

### Tính năng bay
- Tốc độ tối đa: 414 km/h (257 mph)
- Tầm hoạt động: 720 km (450 mi)
- Trần bay: 5.500 m (18.000 ft)
- Tốc độ lên: 10.4 m/s (2050 ft/min)
- Tải trọng của cánh: 160 kg/m² (31.3 lb/ft²)
- Công suất/trọng lượng: 0.21 kW/kg (0.13 hp/lb)

### Trang bị vũ khí
- 2x pháo lắp cứng bắn phía trước 23 mm VYa-23, 150 viên/súng
- 2x súng máy ShKAS 7.62 mm, 750 viên/súng
- 1x súng máy 12.7 mm Berezin UBT phía sau buồng lái, 150 viên
- Bom: 
  - tới 600 kg (1.320 lb) bom và/hay 4x rocket RS-82 hay RS-132
  - Hoặc 280 quả bom cỡ nhỏ PTAB (mỗi quả nặng 2,5 kg).